# Raccordo Autostradale Valle d'Aosta

logo utilizzato fino al 4 ottobre 2024

R.A.V. Raccordo Autostradale Valle d'Aosta S.p.A. (in francese, Raccord autoroutier valdôtain SA), è un'azienda italiana che opera nella gestione in concessione di tratti autostradali.
È stata fondata il 16 marzo 1983 a Roma. È l'ente esercente concessionario dell'Anas per la gestione dell'autostrada A5 nel tratto Aosta - traforo del Monte Bianco.

## Storia
La società nasce il 16 marzo 1983 in attuazione della legge 531/82 Piano Decennale per la Viabilità [..] e di riassetto del settore autostradale che all'articolo 5 autorizzava Anas ad adeguare la viabilità di adduzione ai trafori alpini esistenti anche affidandone la concessione, la costruzione e l'esercizio di esse ad altre aziende. Dunque, era incaricata di realizzare (e poi gestire) il collegamento autostradale tra Aosta e il traforo del Monte Bianco.
I soci fondatori sono stati Italstat con il 95% ed Edilfin con il 5%. In seguito RAV verrà ceduta a SITMB ed alla Regione Valle d'Aosta.

## Dati societari
- Ragione sociale: R.A.V. Raccordo Autostradale Valle d'Aosta S.p.A. - Raccord autoroutier valdôtain S.A.
- Sede legale: Loc. Les Îles - 11020 Saint-Pierre (AO)
- Presidente: Nando Sandro Sapia
- Amministratore delegato: Mirko Nanni

## Azionisti
- Società Italiana per il Traforo del Monte Bianco S.p.A. - 58%
- Regione autonoma Valle d'Aosta - 42%